# 泸沽湖
泸沽湖（普米语：lolt sriip khwep，羅馬化：Loxggu Shur），亦称永宁海、左所海、勒得海、落水海子、谢纳米，是一个高原淡水湖，位于中华人民共和国云南省北部、四川省西南部，即四川省凉山彝族自治州盐源县与云南省丽江市宁蒗彝族自治县之间，横跨川、滇两省。湖泊东南面长满水草的大片湿地称为草海，广阔的水域称为亮海，湖面海拔2690米，面积48.45平方公里。泸沽湖是川、滇两省共管的湖泊，湖水透明洁净，属中国Ⅰ类水质，但环境问题也相当严峻。沿岸有普米族和摩梭人居住，摩梭人的走婚婚俗在旅游界有很大的影响。泸沽湖风景秀丽，旅游业发达，是云南和四川两省的省级旅游风景区、中国国家重点风景名胜区。

## 历史

### 元、明、清时期
元朝末年，蒙古族的一支部队在战争中败退泸沽湖，并定居于此，与当地的原住民走婚，繁衍后代。明朝的旅行家徐霞客在其著作《徐霞客游记》中对泸沽湖有文字记载，将泸沽湖及其附近的三个小湖描述为“四池”并记载湖中有三岛，即“池上有三峰中峙”，明代诗人胡墩赋赋诗泸沽湖“泸湖秋水间，隐隐浸芙蓉。”清朝乾隆年间的《永北府志》将泸沽湖中的“泸沽三岛”列为胜景之一，清代诗人曹永贤赋诗“祖龙求神仙，三山渺何处”，盛赞泸沽湖如蓬莱仙境。

### 中华民国与中华人民共和国时期
1940年代，汉族少女肖淑明经国民政府西康省省长刘文辉作媒，嫁给泸沽湖土司（地方长官）喇宝臣，成为当时泸沽湖地区很有影响的汉族女性人物。
1986年泸沽湖被云南省政府确定为省级自然保护区。1988年8月：被中华人民共和国国务院确定为第二批国家重点风景名胜区，1994年又继而成为云南省的省级旅游区。2001年5月，发生里氏規模5.8地震。2001年10月：云南丽江方面在联合国教科文组织亚太地区文化遗产管理年会上宣布，将向联合国申报泸沽湖为世界自然文化遗产。2006年4月，泸沽湖东岸四川境内的泸沽湖镇发生大火，数十间商铺被烧毁或遭严重损坏。2006年丽江市着手在泸沽湖北岸的竹地片区筹建泸沽湖女儿国旅游小镇。

## 地理

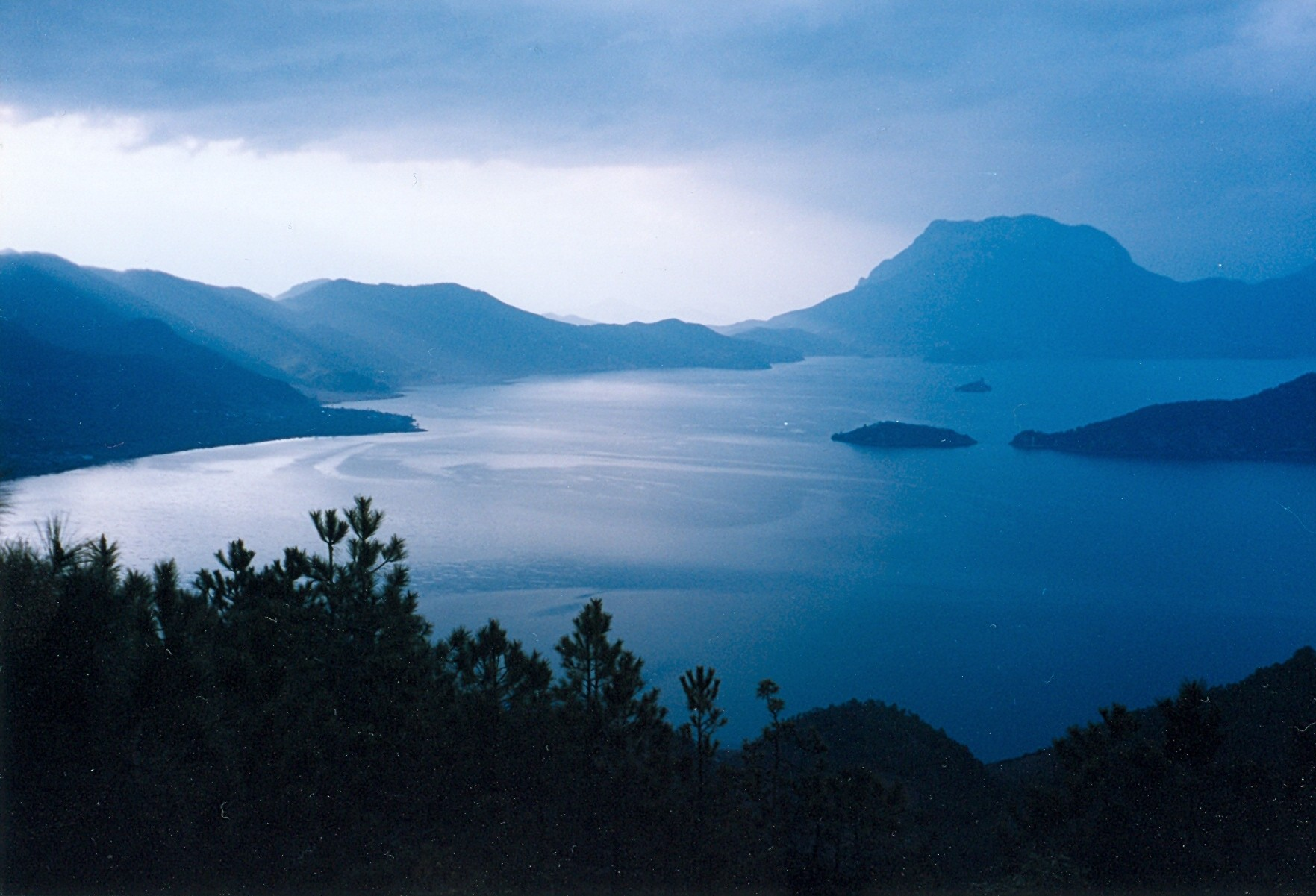
泸沽湖

泸沽湖位于云南北部、四川西南部的横断山脉与云贵高原的连接地带，西南至丽江市中心约200公里；东至凉山州州府西昌市约265公里。湖面海拔2690米，东西最大宽度7.3公里，南北最大长度9.3公里，面积48.45 km2，湖岸线总长度约48公里。湖中央偏南被一湖中半岛分隔为南北相连的两部分水域，湖面形状似马蹄，也有说像腰子的。

### 地形与地质
泸沽湖在横断山脉地区属于相对低洼的盆地，在地质构造上属断层结构，是由地壳运动而形成的高原溶蚀断陷湖盆，这种构造同新疆伊犁哈萨克斯坦自治州北面的赛里木湖类似。泸沽湖整个湖盆质地为岩石，内壁非常陡峭，但四川一侧因在地质史上有大量山脉泥沙冲积入湖，其内壁陡峭程度较云南一侧轻一些，云南这侧的山脉几乎是直插湖底。泸沽湖的最深处在湖中央，目前观测到的最深记录为93.5公尺。湖泊四周高山耸立，湖面海拔2690米，北面的峰峦高出湖面1800米，属于高原湖泊。泸沽湖属溶蚀地质，沿岸多岩溶发育，如地面工程对地下水处置不当，容易诱发地陷。

#### 岛屿

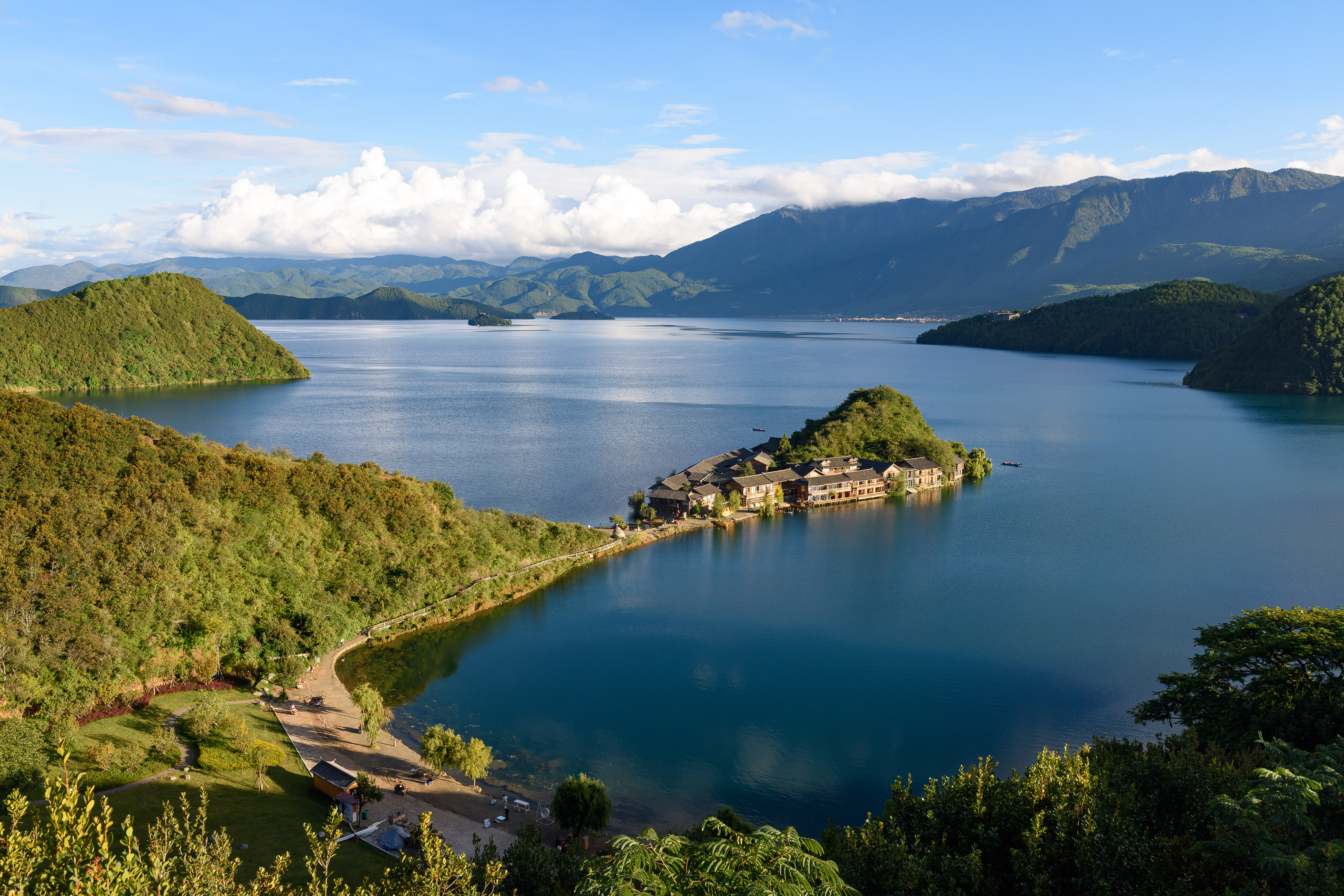
湖中的里格半岛

泸沽湖湖面有3个狭长的半岛和5个独立的小岛。最大的半岛位于湖面的南半部，自东向西伸出湖面4.5公里，中间最窄处只有350米，正是这个半岛构成了泸沽湖轮廓的马蹄形状；北面的里格半岛形状狭长，最窄处只有15米，人文景观丰富。独立小岛以南端的里务比岛为最大，东西长度约400米，岛上有一摩梭人建造的寺庙。

### 地震
泸沽湖处于青藏高原板块与云贵高原板块的结合部，地壳运动非常活跃。这一区域属处于“地中海－喜马拉雅火山地震带”的东端，是地球板块构造理论中的地震高发区，也是中国著名的地震带，泸沽湖就坐落在这个地震带上。泸沽湖畔的居民对地震有较高的警觉，这主要体现在他们的居所—木楞房。木楞房为纯木构造，没有砖瓦，抗震效果明显。2001年5月24日，《云南日报》曾报道泸沽湖附近发生过里氏5.8级地震，虽然对湖区景点、建筑造成一定程度破坏，但程度有限。

### 水资源与水循环
虽然湖泊水域面积不大，但由于湖水很深（平均水深40.3米，最深达93.5米），水体庞大，储量超过20亿立方米，超过比其面积大几倍的昆明滇池。泸沽湖水体晶莹透明，非常洁净，肉眼可直视水下12米深处，这种水质在云南乃至全国都属罕见，属中国Ⅰ类饮用水水质，也是中国境内污染程度极低的高山深水湖泊。由于地处高原、高山，湖水温度很低，然而湖水却终年不冻。湖盆边缘地形复杂陡峭，尽管湖面洁净柔和，游泳仍被视为禁忌。
泸沽湖为海陆水循环，属长江上游的金沙江水系，路经是：降水（地表和地下径流）==〉泸沽湖==〉湖水出口（位于湖泊东南面的草海）==〉盖祖河==〉雅砻江==〉金沙江==〉长江==〉东海（太平洋）。泸沽湖的丰水期集中在每年的6至10月，只有丰水期湖水才会由地表河道将水排出湖外，其他时间排水河道流量很小甚至无流量。除地表江河出水外，泸沽湖的溶蚀断层构造，也会导致湖水从湖盆内壁的溶洞向外流出。

### 气候
泸沽湖居北纬27度42分17秒，东经100度46分5秒的中国西南横断山区，呈低纬度高山气候特征，雨量充沛，干湿季节明显。由于地势高，日照充足，早晚温差较大。泸沽湖四周高山环抱，湖面水域广阔，对气温具有调节功能，湖区较少出现极端恶劣天气，湖面也罕有结冰现象。泸沽湖与宁蒗、盐源县城毗邻，纬度与地势相近，常年气候数据一般参照这两个县的资料。下表是盐源县的气候数据：
| 四川盐源县（1957-2007，泸沽湖气象参照） | 四川盐源县（1957-2007，泸沽湖气象参照） | 四川盐源县（1957-2007，泸沽湖气象参照） | 四川盐源县（1957-2007，泸沽湖气象参照） | 四川盐源县（1957-2007，泸沽湖气象参照） | 四川盐源县（1957-2007，泸沽湖气象参照） | 四川盐源县（1957-2007，泸沽湖气象参照） | 四川盐源县（1957-2007，泸沽湖气象参照） | 四川盐源县（1957-2007，泸沽湖气象参照） | 四川盐源县（1957-2007，泸沽湖气象参照） | 四川盐源县（1957-2007，泸沽湖气象参照） | 四川盐源县（1957-2007，泸沽湖气象参照） | 四川盐源县（1957-2007，泸沽湖气象参照） | 四川盐源县（1957-2007，泸沽湖气象参照） |
| 月份                                    | 1月                                     | 2月                                     | 3月                                     | 4月                                     | 5月                                     | 6月                                     | 7月                                     | 8月                                     | 9月                                     | 10月                                    | 11月                                    | 12月                                    | 全年                                    |
| --------------------------------------- | --------------------------------------- | --------------------------------------- | --------------------------------------- | --------------------------------------- | --------------------------------------- | --------------------------------------- | --------------------------------------- | --------------------------------------- | --------------------------------------- | --------------------------------------- | --------------------------------------- | --------------------------------------- | --------------------------------------- |
| 平均高温 °C（°F）                       | 13.2 (55.8)                             | 15.1 (59.2)                             | 18.8 (65.8)                             | 21.5 (70.7)                             | 23.3 (73.9)                             | 23.2 (73.8)                             | 23.0 (73.4)                             | 22.6 (72.7)                             | 21.6 (70.9)                             | 21.0 (69.8)                             | 19.2 (66.6)                             | 15.8 (60.4)                             | 19.18 (66.52)                           |
| 平均低温 °C（°F）                       | −1.6 (29.1)                             | 0.5 (32.9)                              | 3.8 (38.8)                              | 7.2 (45.0)                              | 10.8 (51.4)                             | 13.4 (56.1)                             | 14.2 (57.6)                             | 13.5 (56.3)                             | 12.0 (53.6)                             | 8.3 (46.9)                              | 2.6 (36.7)                              | −1 (30)                                 | 6.96 (44.53)                            |
| 平均降水量 mm（）                       | 2.4 (0.09)                              | 2.4 (0.09)                              | 6.8 (0.27)                              | 21.9 (0.86)                             | 62.7 (2.47)                             | 157.1 (6.19)                            | 214.5 (8.44)                            | 166.6 (6.56)                            | 117.8 (4.64)                            | 47.5 (1.87)                             | 11.7 (0.46)                             | 2.5 (0.10)                              | 67.8 (2.67)                             |
| 来源：中央气象台                        |                                         |                                         |                                         |                                         |                                         |                                         |                                         |                                         |                                         |                                         |                                         |                                         |                                         |

### 土壤与动植物

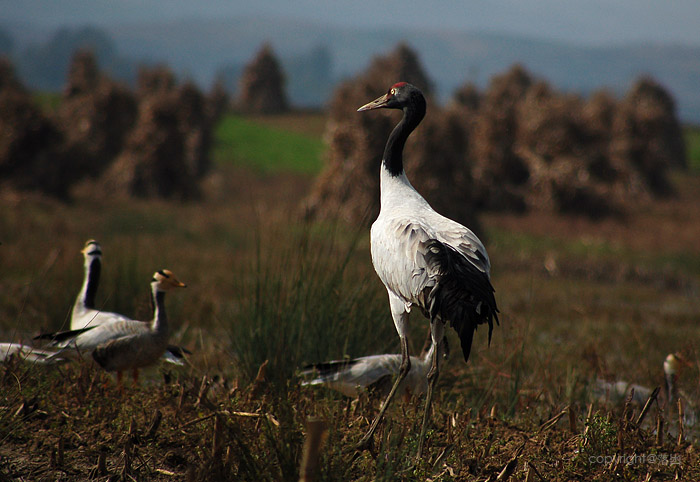
中国一级保护动物：黑颈鹤

泸沽湖的土壤随海拔高度的不同呈现明显差异，由低到高依次出现红壤、棕壤、暗棕壤的特征，并呈现垂直的植被特征。具体分布是：①湖泊沿岸区域主要是红壤区；②2800-3600米的区域为棕壤区，适宜温带阔叶林和针叶林生长；③ 3600米以上土壤呈暗棕色，属于暗棕壤带，有冷杉林木分布。
泸沽湖水圈属半封闭生态环境，动物种类多样，有些还是特有物种。水生植物与树木广为分布，种类繁多，形态各异，尤以波叶海菜花为著名，是湖区较为珍贵的水生植物，广布于湖泊东南面的草海，是泸沽湖最具特色的自然景观之一。草海还被誉为高原水生植物陈列馆。现今泸沽湖已被列为中华人民共和国的自然保护区，国家一类保护动物黑颈鹤亦会飞临湖区越冬。
鱼类：厚唇裂腹鱼、宁蒗裂腹鱼、小口裂腹鱼、泥鳅等，其中裂腹鱼为泸沽的原种鱼，另有鲤鱼、鲢鱼、草鱼等次生鱼；禽类：红嘴鸥、野鸭、黑颈鹤、天鹅、鸬鹚、斑头雁、鸳鸯、岩鸽、画眉等；兽类：青羊、猕猴、赤鹿、林麝、穿山甲、红腹松鼠、灰腹松鼠、狐等；两栖动物：水獭、虎纹蛙、棘腹蛙等；草本植物：波叶海菜花、高山薯蓣、黏薯蓣等；林木：云南松、大果红杉、丽江云杉、川滇冷杉、云南铁杉、小果垂枝柏、黄背栎等。

## 交通

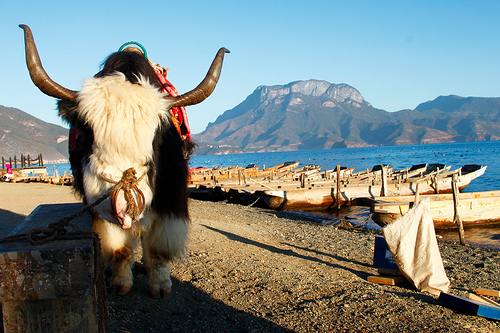
泸沽湖畔的猪槽船

早期泸沽湖居民的活动范围只限于湖岸，其交通载体就是广阔的湖水，交通工具则是当地特有的猪槽船，唯一的对外交通是湖区北岸山岭中的茶马古道。现在的泸沽湖已有沥青路面的公路通往各地，二级公路、泸沽湖机场及机场专线公路也在建设中。

### 公路
泸沽湖是在中华人民共和国建立以后才有现代意义的公路。目前由云南和四川境内进入泸沽湖的交通都必须经由川、滇互通的S307省道，公路在高山峡谷中穿行，其中丽江往泸沽湖的线路，山路弯转盘旋，特别是丽宁十八弯路段，千山万壑，异常险峻，行车时间十分漫长。公路两边高山耸立，如遇持续性暴雨，很容易引发山体滑坡和道路塌方，对泸沽湖地区的对外交通构成威胁。2009年底，宁蒗至泸沽湖的山岭重丘区二级公路已经开工建设，全长65公里，2012年6月已通车，改善了交通条件，缩短了行车时间。同时，四川省也在打造攀枝花—泸沽湖—西昌旅游环线通道。

### 航空
现在距泸沽湖最近的民航机场是其西南面的丽江机场，两地相距近120公里，公路里程近200公里。中国民用航空局与云南省相关部门已在泸沽湖南面的宁蒗县兴建了机场。泸沽湖机场属于旅游支线机场，其设计航空辐射距离为1500公里，位于泸沽湖南面的宁蒗彝族自治县红桥乡石佛山，距宁蒗县城50公里，到泸沽湖景区只有25公里。据官方消息，建成后的泸沽湖机场重点是连接昆明长水国际机场，兼顾成都、重庆、贵阳。

## 环境问题及其保护

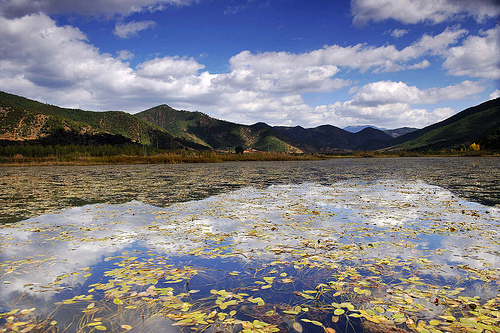
生态优良的泸沽湖草海

泸沽湖在云南乃至中国，知名度很高，四面八方的游客纷至沓来，年游客数量达数十万之多，庞大的旅游大军对湖区的生态环境构成挑战。据媒体报道，初期的泸沽湖旅业是村民自发的粗放经营，他们为了争夺有利的商业地盘，争相在湖边拥挤建房，甚至填湖建房，生活污水也直接排入湖中，对湖水造成严重污染。
1992年后，云南省相关部门对泸沽湖的环保已有较大动作，如在湖区及其周边实施“禁磷”和“禁白”等八大环保措施，湖面禁止机动船只航行；与天津的南开大学合作，从泸沽湖的生态保护、旅游规划、市场经营、摩梭文化传承诸方面，实施“泸沽湖文化旅游市场战略与运营模式”项目研究。为遏制污染源，丽江市环保局还公布有奖举报电话，动用当地的社会力量监控泸沽湖污染源，对提供线索和证据的举报人给与金钱奖励，有效保护湖区环境。四川盐源县则对湖区及泸沽湖流域的宾馆、饭店、环湖污水管网和污水处理厂进行环保监控。
泸沽湖环保措施和成绩受到一些媒体的肯定，如2008年初，香港凤凰卫视曾报道泸沽湖环保工程为“国家的高原湖泊治理保护树立了一个典范”
；2009年5月，中华人民共和国的中央电视台认为泸沽湖的环保工程“成绩显著”。

### 法律法规
- 《云南省宁蒗彝族自治县泸沽湖风景区管理条例》（1994年11月）
- 《凉山州彝族自治州泸沽湖风景名胜区保护条例》（2004年7月）
- 《泸沽湖流域环境保护综合规划》（2005年）

## 管辖
泸沽湖大致以东经100度46分50秒被分隔为东西两部分，东部属四川省凉山彝族自治州的盐源县，西部归云南省丽江市的宁蒗彝族自治县。泸沽湖是川、滇共有的湖泊，在整个50平方公里湖面的划分上，双方各执一词，云南的说法是“湖域总面积50.3平方公里，其中，丽江部分约30.3平方公里”；而四川盐源县的宣传资料则表述其拥有水域的3/5和1.5万亩草海，都认为自己管理的泸沽湖水域面积大过对方。
- 云南丽江泸沽湖省级旅游区管理委员会。该机构设在泸沽湖西面的宁蒗县永宁乡，是丽江市人民政府授权管理泸沽湖旅游景点的直属事业单位，对泸沽湖实施环境保护和旅游监管。
- 泸沽湖镇。泸沽湖镇位于湖东岸5公里处，属四川凉山盐源县，该镇依《凉山彝族自治州泸沽湖风景名胜区保护条例》对泸沽湖四川境内的区域进行综合监管。

## 风情

### 民族与居民

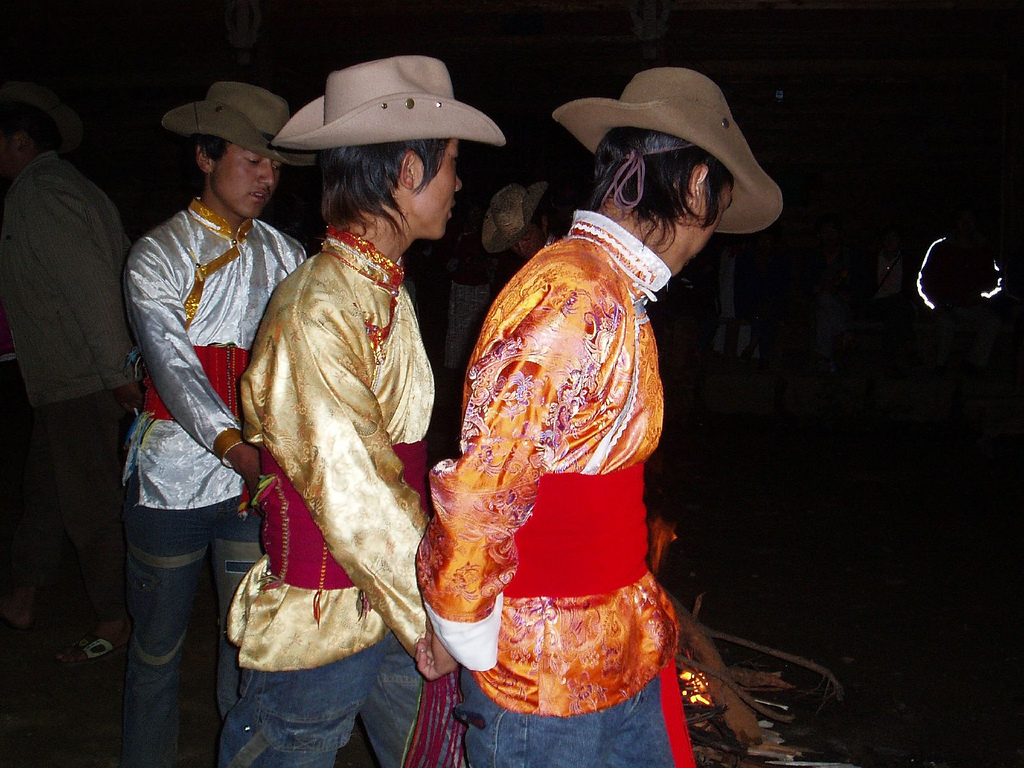
摩梭男青年

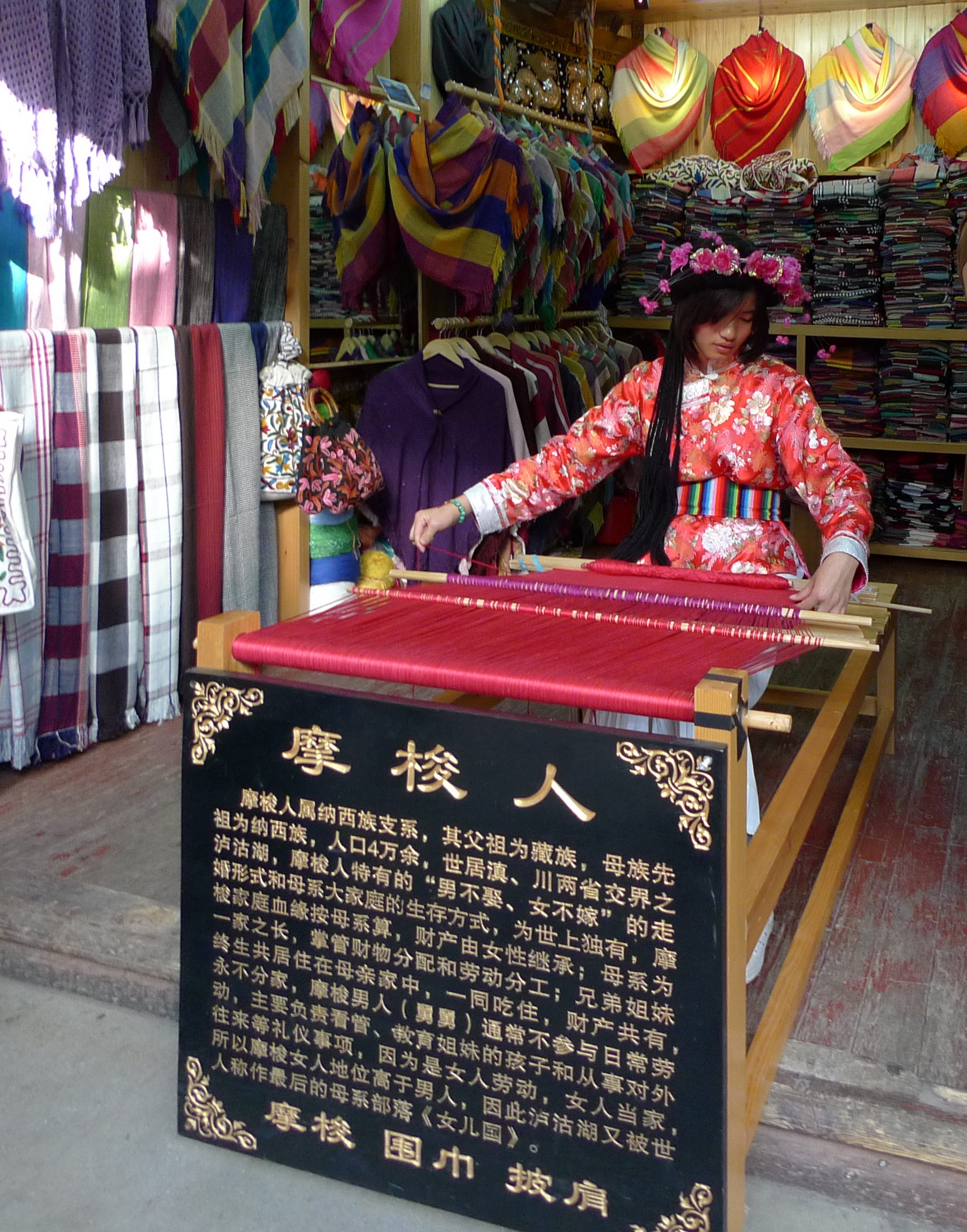
摩梭织女

泸沽湖水丰地肥，很早就有人在此聚居、耕种、生衍，沿岸及其周边居住着摩梭人、汉族、彝族、藏族、普米族、壮族、纳西族等10余个民族支系，其中以摩梭人和普米族人口最多。

#### 摩梭人
泸沽湖是摩梭人的核心聚集地，湖边的摩梭人至今仍然保留着母系氏族婚姻制度，其典型民俗为走婚。无论是到过还是未曾到过泸沽湖的游客，在他们的印象中泸沽湖与摩梭人一般是相联系的，摩梭人的走婚和母系氏族风俗是吸引世人往泸沽湖观光的重要因素。摩梭人沿袭走婚习俗，与母系氏族的社会现象类似。
1956年9月，宁蒗县官方曾宣布全县有12个民族，其中有摩梭族。在中华人民共和国公布的中国56个少数民族中并没有“摩梭族”。“多年来，广大摩梭干部群众强烈要求解决族称问题，宁蒗县党政机关和摩梭人通过多种形式、多种渠道向党和国家有关部门历史地、客观地一再进行反映、迫切要求尽快恢复摩梭族称”（原文），但上级部门没有采纳“摩梭族”的称谓。1990年4月，云南省人大常委会在七届十一次会议上认定云南境内的摩梭人是纳西族的一个分支，确定为纳西族摩梭人，人口信息亦归入纳西族范畴，而认为摩梭人是一个民族。在现实生活中，摩梭人与大多数纳西族人区别是相当大的。在四川一侧，官方则认为摩梭人是蒙古族的一支，将其划定为蒙古族摩梭人。
出生于泸沽湖畔的肖淑明（1927年-2008年）是1940年代末期泸沽湖地区很有影响力的汉族女性，也是中国大陆电视剧《风云泸沽湖》中李暮雪的原型人物；杨二车娜姆则是生于泸沽湖畔的摩梭家庭的女作家。

### 普米族
主条目：普米族
普米族是泸沽湖的世居民族之一，属于普米语北部方言区。在20世纪50年代国家进行民族识别时，泸沽湖四川属区的普米被划归为藏族，云南属区的普米被划归为普米族，两地均信仰苯波教和藏传佛教。

### 木楞房
木楞房是泸沽湖畔很有特色的民居建筑，采用去皮后的圆木作为房屋主材，整幢房屋不用钉卯，也没有砖瓦，防震效果非常好，是摩梭人最常见的居所。木楞房为围合式布局，类于北京市的四合院。房屋内部有阁楼，待走婚的摩梭女子通常住在楼上。

### 情歌
泸沽湖情歌是流传在摩梭青年男女中表达爱情的歌曲，也是他们实现走婚的重要环节之一。情歌旋律优美，歌词纯朴，感情真挚，通常在摩梭人大聚会时当众演唱，男女青年以歌声寻觅自己的情侣。泸沽湖传唱的情歌曲目中，以《小阿妹，小阿哥》最为知名。
《小阿妹，小阿哥》词句简单、清秀，如“小阿妹，隔山隔水来相会，素不相识初见面；小阿哥，有缘千里来相会，河水湖水都是水”。歌曲既唱出了男青年对情人的追求（如：我是星星紧相随），也唱出了女青年对爱情的期待（如：冷水烧茶慢慢热），最后以“成双成对”结尾。整首歌曲曲调清脆、绵延，情感质朴、自然，非常动听，体现了泸沽湖畔摩梭人的纯朴民风。

### 宗教与葬俗
泸沽湖畔是宗教信仰高度普及的地区，这里的摩梭人是一个宗教信仰族群，几乎人人都是宗教信徒，宗教信仰已经深入到他们的日常生活。达巴教与藏传佛教是摩梭人信奉的主要教种。格姆女神庙是摩梭人的宗教圣地。摩梭人虽然与许多藏族人一样信奉藏传佛教，但与藏族人死后进行天葬的习俗不同，他们的葬俗是火葬。摩梭人的宗教观认为人死魂在，而且与在世的人有关联。

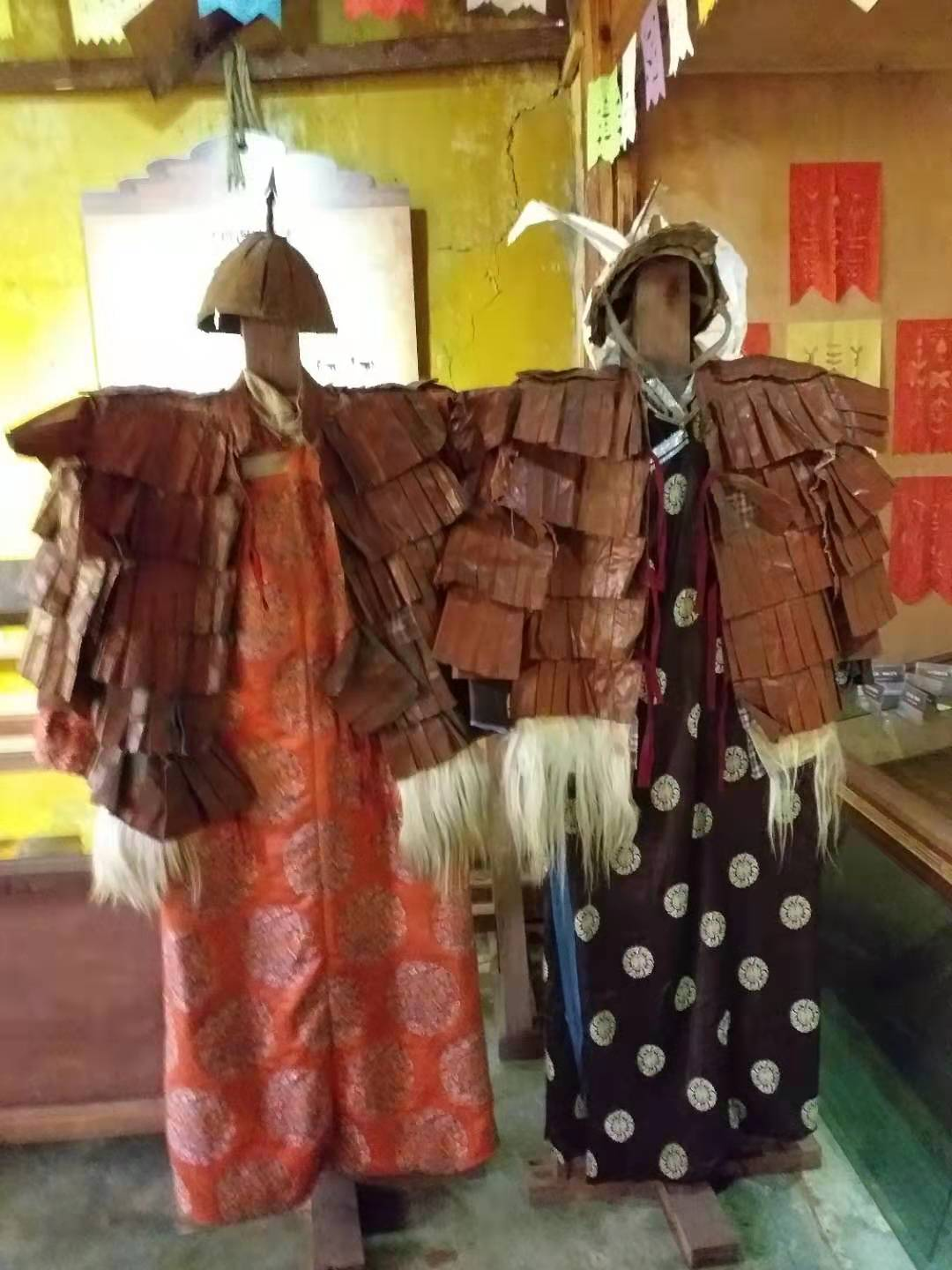
摩梭人宗教儀式用服。攝於瀘沽湖摩梭民俗博物馆，中國雲南。

## 文化及其传承问题
泸沽湖文化之本质就是当地土生土长的摩梭文化，摩梭文化之核心即为当今中国乃至世界之独特的走婚习俗，以及人类遥远的母系氏族文化在现代文明社会的延续。有文章认为，泸沽湖地区火热的旅游产业，大量外地游客的涌入，将使商品经济观念深深地植入摩梭人的思想，对他们世代流传的走婚与母系风俗的传承构成极大的挑战。一旦泸沽湖机场建成通航，游客数量激增，这种挑战更加巨大。
云南大学人类学系杨慧、陈学礼在清华大学社会学系网站撰文认为，泸沽湖畔摩梭青年男女“阿夏”式的异性结交方式，对国内外众多的旅游者具有很强的吸引力。摩梭人内部的“走婚”风俗通过多种形式被炒作后，国内外的知名度空前提高，游客纷至沓来。旅游产业给摩梭人带来经济富足的同时，也对他们这个族群的走婚文化构成危机隐患。文章分析指出，少数游客亦加入摩梭人的“走婚”圈子，并成为一种趋势，“如果这一趋势继续发展，得不到遏制，不难想象，几十年以后，这一群体的存在与否将会被打上一个问号”（原文）。游客加入摩梭人的走婚行列，最容易引发的就是艾滋病，而艾滋病一旦蔓延开来，对泸沽湖畔的摩梭人将是毁灭性的灾难。
另有分析文章认为，从泸沽湖走出去的名人杨二车娜姆对摩梭人也有相当大的影响，她闯上海、进北京、赴美国和周游世界的传奇经历，对泸沽湖畔的年轻人具有很大的魅力和诱惑，随着湖区旅游开发力度的不断深入，摩梭人视野的开阔，会有更多的摩梭人效法杨二车纳姆走出泸沽湖，而湖区只剩下摩梭人的老弱病残，到那时泸沽湖将不再是女儿国，也不再有走婚的影子。文章还提到，要保留摩梭人文化，应该约法三章：禁止现代文明引进；除游客外，不准人口迁入；不受外来势力影响包括任何形式的“革命”，否则，传承久远的“泸沽湖文化”也许会走向暗淡，直至消亡而被现代文明所替代。

## 旅游

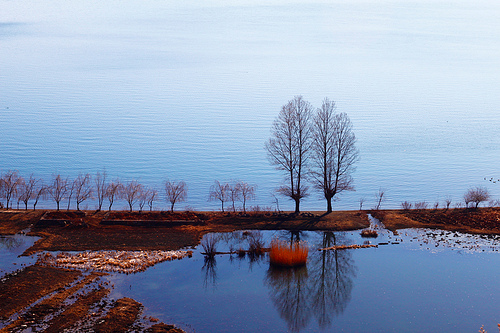
湖岸风景

### 旅游景观
泸沽湖湖光山色，风景秀丽，被誉为川、滇高原的“日内瓦”，是中国著名的旅游目的地之一。湖畔的摩梭人将泸沽湖誉为“母亲湖”、“蓬莱仙境”。
泸沽湖景色之美为世人广为称道，中国明代旅行家徐霞客在其著作《徐霞客游记》中这样描述泸沽湖：“内贮四池，池水各占一色，皆澄澈异常，自生光彩。池上有三峰中峙。”明代诗人胡墩赋更是将泸沽湖比作神仙之源；美籍地理学家人约瑟夫·洛克在美国《国家地理》撰文认为泸沽湖是“整个云南最漂亮的一个湖泊，无法想象还有比这更美的水景。”现在的泸沽湖景区是玉龙雪山风景名胜区的组成部分，《四川省旅游发展总体规划》中的重点旅游区，属中国国家重点风景名胜区、4A级旅游景区。
- 自然景点：里务比岛、阿夏幽谷、格姆女神山、里格岛、媳娃娥岛、东岸观景台、情人湾、草海等。
- 人文景观：里务比寺、摩梭人村寨、走婚桥、末代土司王妃府、格萨摩梭母系部落、祭神台、连心亭、喇嘛寺、转山古道等。

### 走婚魅力
泸沽湖除了优美的自然风光吸引外地游客前来消费外，当地特有的婚俗对某些游客的吸引力更加强大，他们光临泸沽湖的很大因素是探究摩梭人独特的走婚，而不在乎泸沽湖的山水风景。有文章指出，摩梭人的走婚是男女间很私密的事，是纯真的爱情，他们自己都不会公开谈论，而一些单位和组织却将其作为招揽游客的噱头广为宣传，就如同掀开了他们的遮羞布。外界有些观念甚至认为：泸沽湖=走婚=性，正是由于这种观念的存在，对某些并非真正出于旅游目的的“游客”魅力无穷，不惜千里迢迢来此“观光旅游”。

## 引用的大众文化
- 《风云泸沽湖》。《风云泸沽湖》是一部中华人民共和国拍摄的以泸沽湖为题材的电视剧名称，由陕西钴之晔文化传播有限公司联合四川凉山彝族自治州电视台和陕西省西安市电广传媒股份有限公司共同拍摄。该剧的主人公为泸沽湖的汉族人李暮雪，反映的年代是国共内战末期，属于中国大陆体现政治含义的电视剧。国民政府任命的泸沽湖地方军政首领泽翁在其妻李暮雪及岳父李洪莆（中共地下党人）的策划下起义，反戈倒向中国共产党的解放军，于泸沽湖地区抗击国民党军队和其他地方武装。最后通过李暮雪与李洪莆的努力，泽翁的泸沽湖地方武装归编解放军。
- 《泸沽情思》，姚贝娜演唱的一首叙述湖畔摩梭少女的爱情歌曲。[7]
- 《泸沽寻梦》，银临演唱的一首古风歌曲。[8]

- 《泸沽湖》 摇滚乐队麻园诗人2021年发布的单曲。